# كاتدرائية سانت أندرو (سانت بطرسبرغ)
كاتدرائية سانت أندرو ( (بالروسية: Андреевский собор)‏ كانت آخر كاتدرائية باروكية بنيت في سانت بطرسبرغ ، روسيا .
بنیت الكاتدرائية في زمن بطرس الأكبر كنيسة روسية تسمى كنيسة القديس أندرو. تم استدعاء المهندس المعماري الأكثر شهرة في بلدان الشمال الأوروبي، نيقوديموس تيسين الأصغر، لتصميم كنيسة تشبه كنيسة كاتدرائية القديس بطرس في روما وتتجاوز طولها 430 قدمًا.
قدم تسن تصاميمه عندما مات القيصر وتم تعليق المشروع المكلف. بعد ذلك بعامين، بنى جوزيبي تيرزيني، وهو مهندس معماري حضري في سانت بطرسبرغ، كنيسة خشبية صغيرة خلف الكليات الإثني عشر، والتي كرستها سانت أندرو في 8 أكتوبر 1732 بواسطة فوفان بروكوبوفيتش. كانت بنية عقلانية تقشفية مع القليل من الذرائع الأسلوبية. تبرعت الملكة آنا بأثاث للكنيسة، في حين تم أخذ عرض أيقونة الأرثوذكسية من كنيسة قصر مينشيكوف المجاور.
منذ العثور على كنيسة خشبية صغيرة جدًا للعثور على مجتمعات متنامية، فقد صممت تريزيني كنيسة حجرية، تأسست في 2 يوليو 1740 بالقرب من الكاتدرائية الخشبية. تم بناء قشرة الكنيسة في غضون خمس سنوات، لكن أعمال الديكور حالت دون تكريسها حتى عام 1760. كان هنا أن أدى ميخائيل لومونوسوف وفاسيلي تريدياكوفسكي اليمين الدستورية كأستاذين في الأكاديمية الإمبراطورية للعلوم في 30 يوليو 1745. المعبد الذي تم تحديده على أنه "الرجال الثلاثة القدامى"، لا يزال قائما.